# Bas Gösgens
Bas Gösgens (20 juni 1968) is een Nederlands oud-voetballer die na zijn actieve carrière als trainer werkzaam werd.
Gösgens speelde in de jeugd van OJC Rosmalen en FC Den Bosch en kwam in 1990/1991 uit voor FC Den Bosch. In het seizoen 1992/1993 kwam hij uit voor TOP Oss. Daarna stond hij nog onder contract bij KSV Mol in België. Als trainer werkte hij bij onder andere SV Deurne, VV UNA in Veldhoven en UDI '19 in Uden. Vanaf het seizoen 2012/2013 was hij een van de assistenten van Ruud Kaiser bij FC Den Bosch. Vanaf 2018/2019 was Gösgens trainer bij OJC Rosmalen. Gösgens werd in 2011 genomineerd voor de Rinus Michels Award voor beste amateur-trainer van Nederland.